# Nanorana medogensis
Espèce
Synonymes
- Paa medogensis Fei & Ye, 1999

Statut de conservation UICN

 EN  : En danger
Nanorana medogensis est une espèce d'amphibiens de la famille des Dicroglossidae.

## Répartition
Cette espèce est endémique de la région autonome du Tibet en République populaire de Chine. Elle se rencontre dans le xian de Mêdog, entre 1 000 et 1 100 m d'altitude.
Sa présence est incertaine en Inde.

## Étymologie
Son nom d'espèce, composé de medog et du suffixe latin -ensis, « qui vit dans, qui habite », lui a été donné en référence au lieu de sa découverte.

## Publication originale
- Fei, 1999 : Atlas of Amphibians of China, Henan Press of Science and Technology.